# Ptychomitrium chimborazense
Ptychomitrium chimborazense là một loài rêu trong họ Ptychomitriaceae. Loài này được (Spruce ex Mitt.) A. Jaeger mô tả khoa học đầu tiên năm 1874.